# Sumidouro statspark

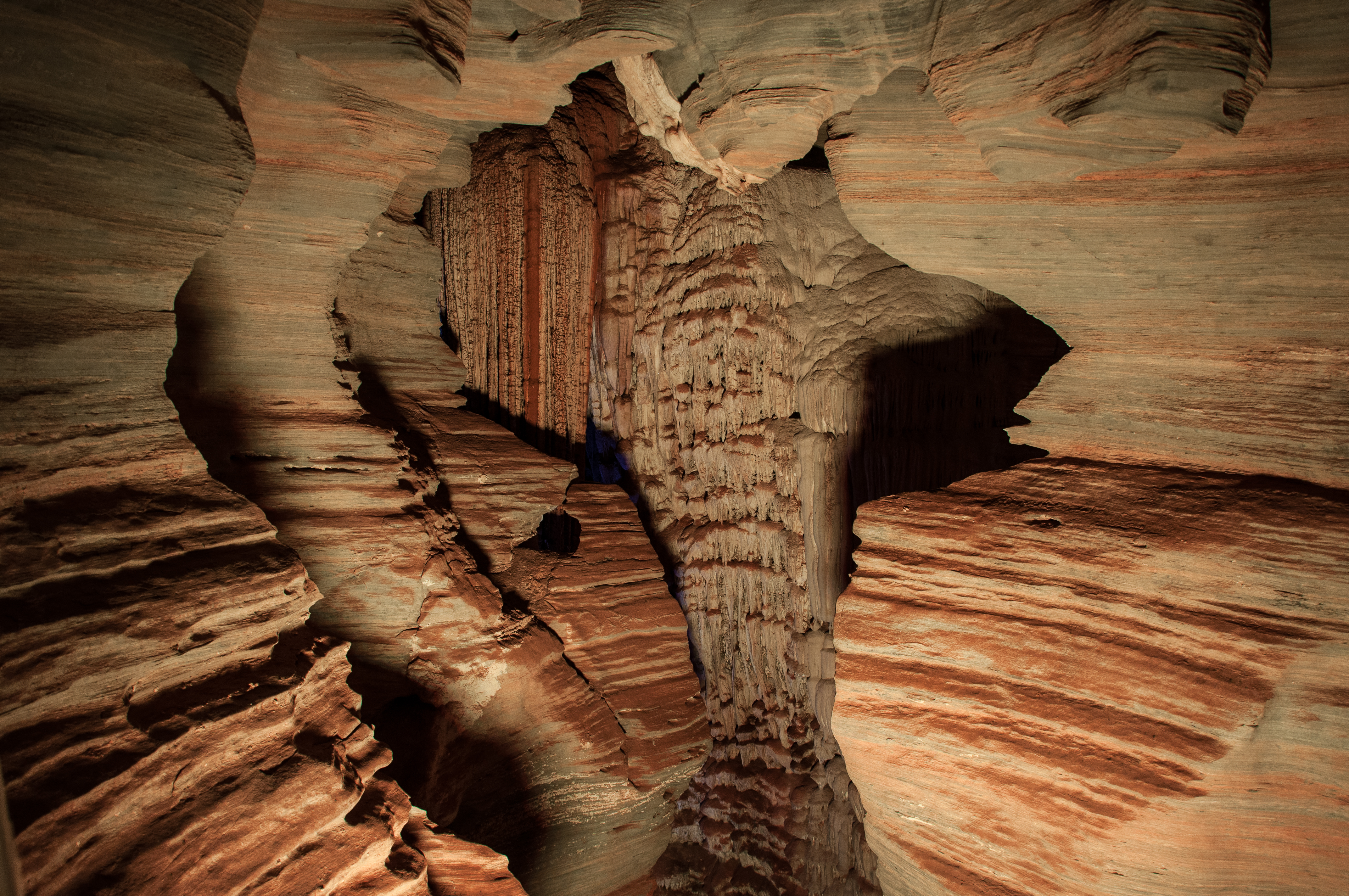
Kalkstensgrottan Gruta da Lapinha.

Sumidouro statspark (portugisiska: Parque Estadual do Sumidouro) är en 2 000 hektar stor stadspark i delstaten Minas Gerais i Brasilien. Kvarlevorna från de första mänskliga invånarna i Brasilien påträffades i parkområdet under tidigt 1800-tal tillsammans med ben från den utrotade megafaunan. Huvudattraktionen i parken är den stora kalkstensgrottan Gruta da Lapinha.